# Saint-Jean-Cap-Ferrat
Saint-Jean-Cap-Ferrat là một xã ở tỉnh Alpes-Maritimes, vùng Provence-Alpes-Côte d'Azur ở đông nam nước Pháp.